# Aggházy Gyula

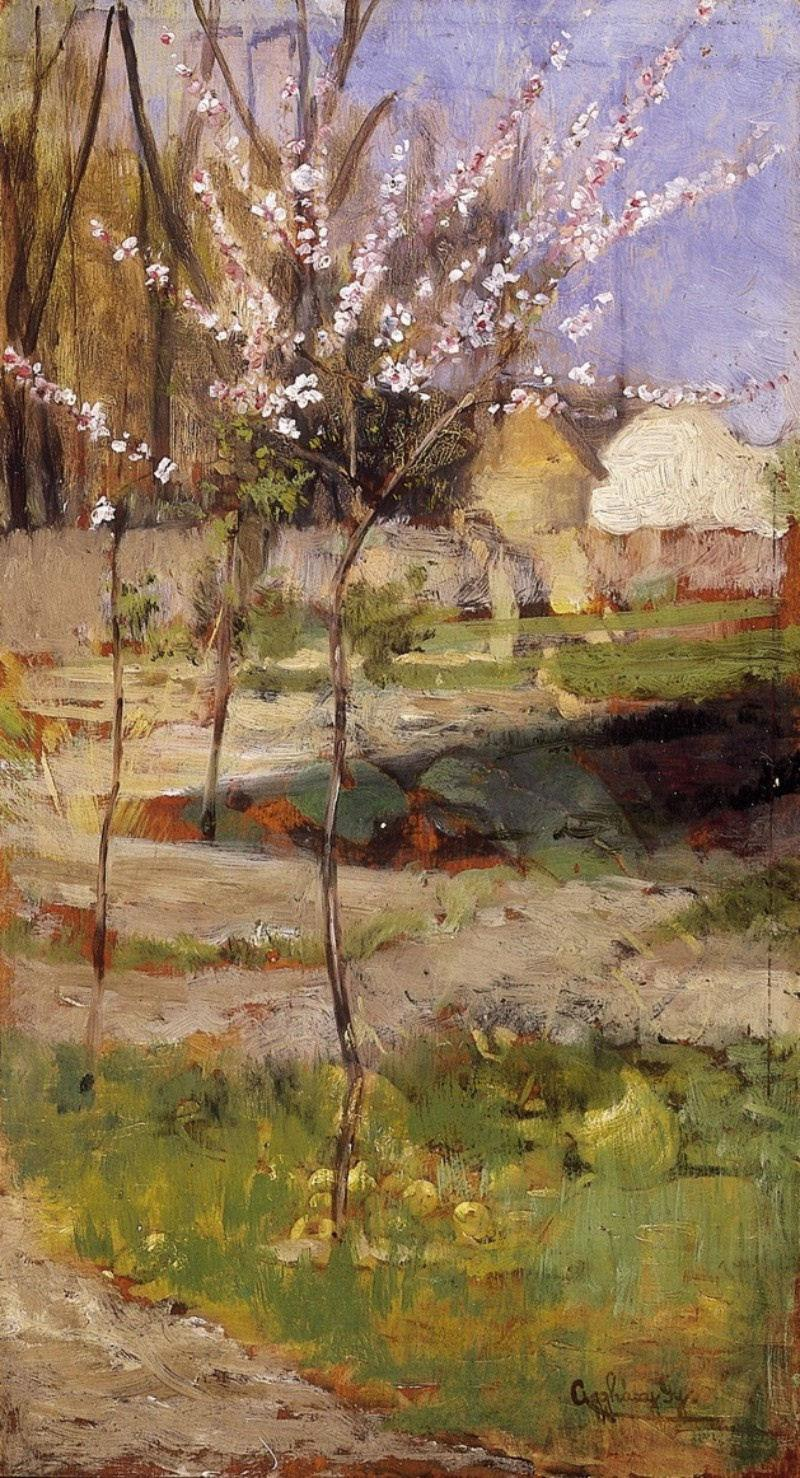
Virágzó almafák

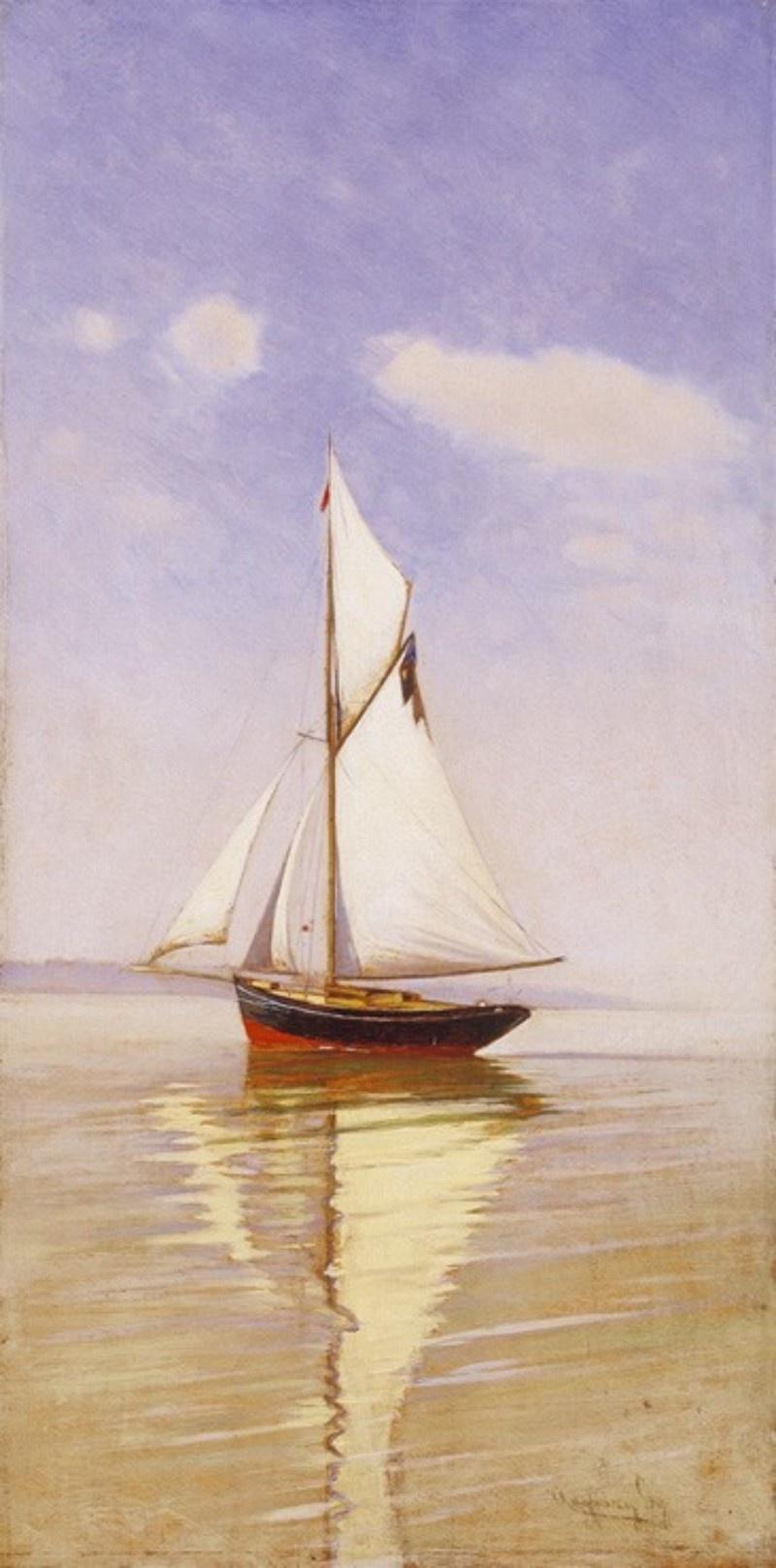
„Dodó”, a néhai Jánosi Ágoston püspök balatoni yachtja

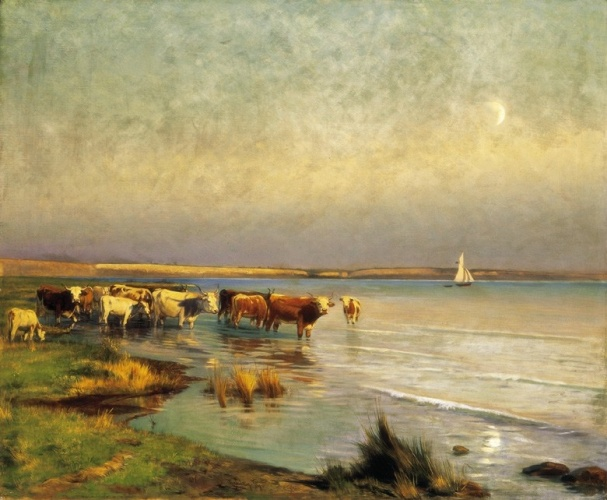
Tehenek a Balaton-parton

Aggházy Gyula (Dombóvár, 1850. március 20. – Budapest, 1919. május 13.) magyar festőművész, tanár. A müncheni naturalista művészeti irányzat egyik hazai képviselője. Anekdotikus naturalista zsánerképei közül sokat a Műcsarnokban állítottak ki.

## Családja
Aggházy György (1817–1905. ápr. 29. Budapest. Temetés: 1905. máj. 1. Farkasrét) női szabómester, Boda Katalin (1817–1861). Aggházy György második felesége, Aggházy Gyula nevelőanyja Weisz Franciska volt (meghalt: 1875. márc. 12. Budapest). Aggházy György harmadik felesége Némethy Jozefa. 
Felesége Belus Irén, akivel 1879. augusztus 27-én a Somogy vármegyei Taranyban kötött házasságot. Testvére Aggházy Károly zeneszerző, zongorista. Fia Aggházy Tibor építészmérnök, MÁV főfelügyelő, városi képviselő, a Zeneművelő Egyesület titkára. Tanítványa és menye Aggházyné Balló Mariska festőművész, rajztanár. Unokája Aggházy Mária (Gulácsy Lajosné) művészettörténész. Fontos megjegyezni azt is, hogy "Aggházy Gyula festői ambícióit nem fogadta kitörő lelkesedéssel édesapja, aki mindenképpen zenésznek szánta fiát."

## Élete és munkássága
Gyermekkorában a zenéhez és festészethez egyaránt vonzódott, a zenei konzervatórium hallgatója, és egy ideig a Nemzeti Színház operai zenekarának hegedűse volt. Párhuzamosan Újházy Ferenc tanítványaként mintarajz-gyakorlatokat végzett, s végül a festészet mellett kötelezte el magát. 19 éves korában a Bécsi Képzőművészeti Akadémia hallgatója lett, s 1869. október 4-től 1871 júniusáig a festészeti szakosztályon Carl Wurzinger, Karl von Blaas, Eduard von Engerth és Peter Johann Nepomuk Geiger tanítványaként tanult. Aggházy nappal az akadémián tanult s esténként zenekari hegedűs volt az egyik külvárosi színházban. Együtt lakott Tölgyessy Artúrral, akit hegedülni is tanított. (Tölgyessyvel 1875-ben legközelebb Szolnokon találkoztak.) Majd a müncheni akadémián Wagner Sándor vezetése alatt képezte magát még három évig. 1873-ban Münchenben kezdett dolgozni, s hazaküldött képeinek sikere folytán 1876-ig állami ösztöndíjat kapott. 1874-ben súlyos betegsége miatt visszatért Szolnokra, ám még az év végén ki tudott utazni Párizsba, ahol közel egy évig Munkácsy Mihály tanítványa lett. Münchenben együtt lakott Feszty Árpáddal (aki Kubinszky lengyel tájképfestő tanítványa volt), s Gross-Hessenloh-ban s az angol kertben tájképtanulmányokat készítettek.
1874-től szerepelt a kiállításokon népi életképekkel, balatoni tájképekkel. Jelentős, feltűnést keltő képe volt a "Kártyavetőnő", a "Dagasztó menyecske", a "Kényszer-koncert". "Tere-fere" című képe 100 aranyas Ráth György-díjat nyert (1881), "Lakodalom" című műve megkapta a londoni művészek ezüstérmét (1908).
1875 nyarán visszatért Magyarországra, egy ideig Budapesten dolgozott, majd 1876 elején leköltözött a szolnoki művésztelepre, s itt csaknem egy egész évtizedet töltött a magyar népélet tanulmányozásával. Kártyavető cigányasszony című képe Szolnokon készült, s Budapesten 1877-ben volt először kiállítva. 1881-ben Terefere című művével megnyerte a Ráth-féle 100 aranyas díjat. E képét 1883-ban a párizsi Salonban is kiállították, majd a Magyar Nemzeti Múzeum számára megvették, s jelenleg a Szépművészeti Múzeumban van. 1882-ben a Lacikonyha című képét a király gyűjteménye számára vásárolták meg.
1884-ben végleg Budapesten telepedett le (Benczúr Gyula tervei alapján készült, müncheni hatású műterem-villája az Epreskert 16. szám alatt volt). Ugyanebben az évben "Házasságtörő nő" című képéért a Tárkányi Béla apátkanonok által adományozott 500 forintos Egyházfestészeti-díjat kapta.
1885-ben két hónapot Olaszországban töltött, Velence, Firenze, Róma képzőművészeti gyűjteményeit, a régi mesterek műveit tanulmányozta. Az 1885. évi budapesti országos kiállításon bemutatott művei közül a Mosónők címűt kiállítási nagy éremmel tüntették ki. 1886-ban a No ne izéljen! című képét vásárolták meg a király számára.
Vallásos és zsánerképeken kívül tájképeket és portrékat is festett, sőt történeti festészettel is foglalkozott, a Tinódi Lantos Sebestyén főúri társaság előtt verses krónikát énekel vázlatával 1880-ban a történeti festménypályázaton vett részt.
Középületek, templomok díszítésére is számos megbízást kapott. Ő készítette a budapesti Operaház Királylépcsője emeleti galériájának bal oldali párkányszalagját (lunettáinak  festményeit), amelyet 1882-ben magyar dalművekből vett tájképekkel díszített. A bártfai főtemplom nagy, szárnyas főoltárának 36 képét festette (Szent Egyed legendáját 12 képen, Szent István, Szent Imre, Szent László, Árpád-házi Szent Erzsébet és más magyar szentek képeit). Tarany barokk templomának egyik mellékoltárát díszíti Aggházy Gyula „Mária mennybemenetele” című képe. A budavári koronázó Mátyás-templom loretói kápolna szárnyas-oltárának négy képét festette, továbbá a Szent István-bazilika Szűz Mária- és a nagyobb kereszthajó oltárainak építményén lévő medalionképek kartonjait ő készítette. Az ő műve Gábor arkangyal oltárképe az Árpád-házi Szent Erzsébet-plébániatemplomban. Az 1870-es és 1880-as években illusztrálással is foglalkozott. A Terefere című képéről készült fénymetszetet 1883-ban a Képzőművészeti Társulat műlapjai között kiadta.
Az 1880-as évek vége felé állást vállalt az Iparművészeti Főiskolán (1887–1897), majd 1897-től a Mintarajziskola (később Képzőművészeti Főiskola) rendes tanára volt 1908-ig, s az ekkor Magyar Királyi Képzőművészeti Főiskola nevet felvett intézményben az alakrajz és festés rendes tanára (1908–1919) volt. Nevessé vált tanítványai voltak a Mintarajziskolában, majd a Képzőművészeti Főiskolán Ács Lipót, Barabás Gizella, Hénel Gusztáv, Jászay József, Kalivoda Kata, Lakos Alfréd, Nyáry Albert, Pataky Sándor és többen. Mestereként tisztelte többek között Pazsiczky Sándor (1881–1955), Keményffy Jenő, Mendlik Oszkár.
A müncheni naturalizmus stílusában készített zsánerképeit gyakran állították ki a Műcsarnokban, az 1880-as és az 1890-es években igen népszerű volt országszerte. Később Erdélyből és az Adria mellékéről gyűjtötte motívumait (1903–1908). Edward Theodore Compton stílusában tátrai tájképeket is festett (Csorba-tó a Szoliszkóval).
Kiválóan fényképezett. Üvegnegatívjai a család őrizetében vannak, az ezekről készült nagyítások a Magyar Nemzeti Galéria Adattárában találhatók.

## Elismerései
Ráth György-díj (Tere-fere c. képéért, 1881), Egyházfestészeti Díj (Házasságtörő nő c. képéért, 1884), „Mention Honorable” elismerés (a Párizsi Szalon Tárlata díja, 1886), a Londoni Magyar Tárlat Ezüstérme (Lakodalom c. képéért, 1908).

## Főbb kiállításai
- A Képzőművészeti Társulat kiállításain 1874-től folyamatosan szerepelt.[7]
- Részt vett az Erdélyrészi Szépművészeti Társaság kiállításain (Kolozsvár, 1883, 1890, 1902, 1903)
- Állandó kiállítója és alapító tagja a Nemzeti Szalonnak, és részt vett számos vidéki kiállításon is.
- Emlékkiállítás. Műcsarnok. Halálának 3. évfordulóján. (Újházy Ferenccel és Róna Józseffel, Budapest, 1922)
- Emlékkiállítás (Szolnok, 1952).
- A Bencés Apátsági Múzeum „Magyar táj, magyar ecsettel” című tárlatán 2000 júliusában Aggházy Gyula kép is szerepelt Tihanyban. A kiállítást Dr. Mádl Ferenc nyitotta meg.
- „Munkácsy művészetének szellemi örökösei - tanítványok, követők” címmel Békéscsabán 2000-ben a Munkácsy Mihály Múzeumban a festő halálának 100. évfordulója alkalmából rendeztek kiállítást.

Több életképe és Mészöly irányához kapcsolódó tájképe a Magyar Nemzeti Galéria gyűjteményében található. Ambrozovics Dezső, budapesti műfordító és műgyűjtő több mint 250 műtárgyból – elsősorban festményekből – álló hagyatékát végrendeletileg a szegedi Móra Ferenc Múzeumnak ajándékozta, s 1937-ben (özvegye halála után) kerültek a múzeumba.

## Főbb műveiből
- A mesélő baka (1874)

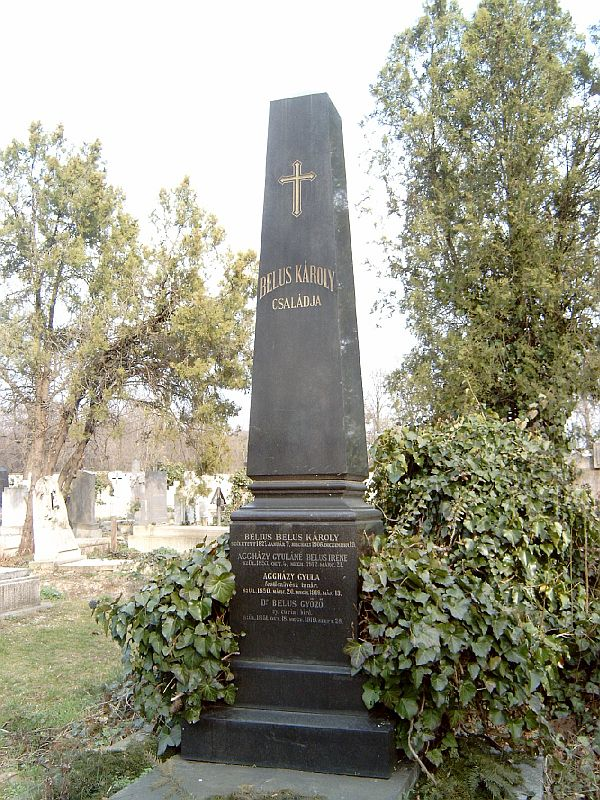
Sírja Budapesten. Új köztemető: 16/6-1-15/16

- Birkanyáj (1875–85, olaj, vászon, 63,8 x 79,5 cm; Magyar Nemzeti Galéria, Budapest)
- Kártyavető cigányasszony (1876)
- Tájkép (1878, olaj, vászon, 36 x 69,5 cm; MNG)
- Dagasztó menyecske (1878)
- Terefere (1880)
- Kényszerkoncert (1880)
- Munkácsy-ünnepély (Munkácsy Mihály fogadása a Képzőművészeti Társulat régi Műcsarnokában 1882. február 19-én) Vázlat. (1883)[8]
- Kenderáztató (1884)
- A házasságtörő nő (1884), Tárkányi Béla apátkanonok 500 frt-os egyházfestészeti díját nyerte el.
- Mosónők (1885)
- Hochmuth Ábrahám veszprémi főrabbi arcképe (1886)
- No ne izéljen! (1886)
- Komoly kérdés (1886), mellyel a párizsi Salonban „Mention Honorable” elismerést nyert
- Csokonai Vitéz Mihály arcképe (1887). A csurgói gimnáziumban 1887. október 27-én leplezték le.
- A Balaton szigligeti öble (1889)
- Téli mosás (Adler N. tulajdona, Budapest)
- Tehenek a Balaton-parton (1889–1890. téli kiállítás)
- Fűzfák alatt (1901)
- Vonó négyes holdvilágnál (1902), a király tulajdona. (Ma Magyar Nemzeti Galéria  Archiválva 2021. január 15-i dátummal a Wayback Machine-ben )
- Részlet Lovranóból (1902)
- Tót atyafi (1903). Megvette a Hazai Művásárlók Egyesülete.
- Virágzó almafák
- Balatoni nádas
- A Százholdas Pagony
- Napfényes mezőn
- Kislány tűzhely előtt
- Mezei út
- Nyári napsütésben
- Magányos nyárfa
- Téli táj
- Éjszaka a faluban
- Fények a ligetben
- „Dodó”, a néhai Jánosi Ágoston püspök yachtja
- Lakodalom, mely legelőször az 1908. évi londoni magyar kiállításon volt kiállítva, s a művésznek egyik legnagyobb méretű életképe. Londonban ezüstéremmel tüntették ki.
- Hubay Jenő: 18 eredeti magyar dal Petőfi Sándor költeményeire. Aggházy Gyula, Baditz Ottó, Ébner Lajos, Feszty Árpád, Greguss Imre… Vastagh György, Zichy Mihály magyar festőművészek eredeti rajzaival ellátva. Táborszky és Parsch Nemzeti Zeneműkereskedése, Budapest, é. n.
- Ipolyi Arnold üdvözli Munkácsy Mihályt című képét mesterének tisztelegve festette.

## Az Aggházy család
| Családfák | Családfák |
| --------- | --------- |
|           |           |